# Canon EF-S 15-85 мм

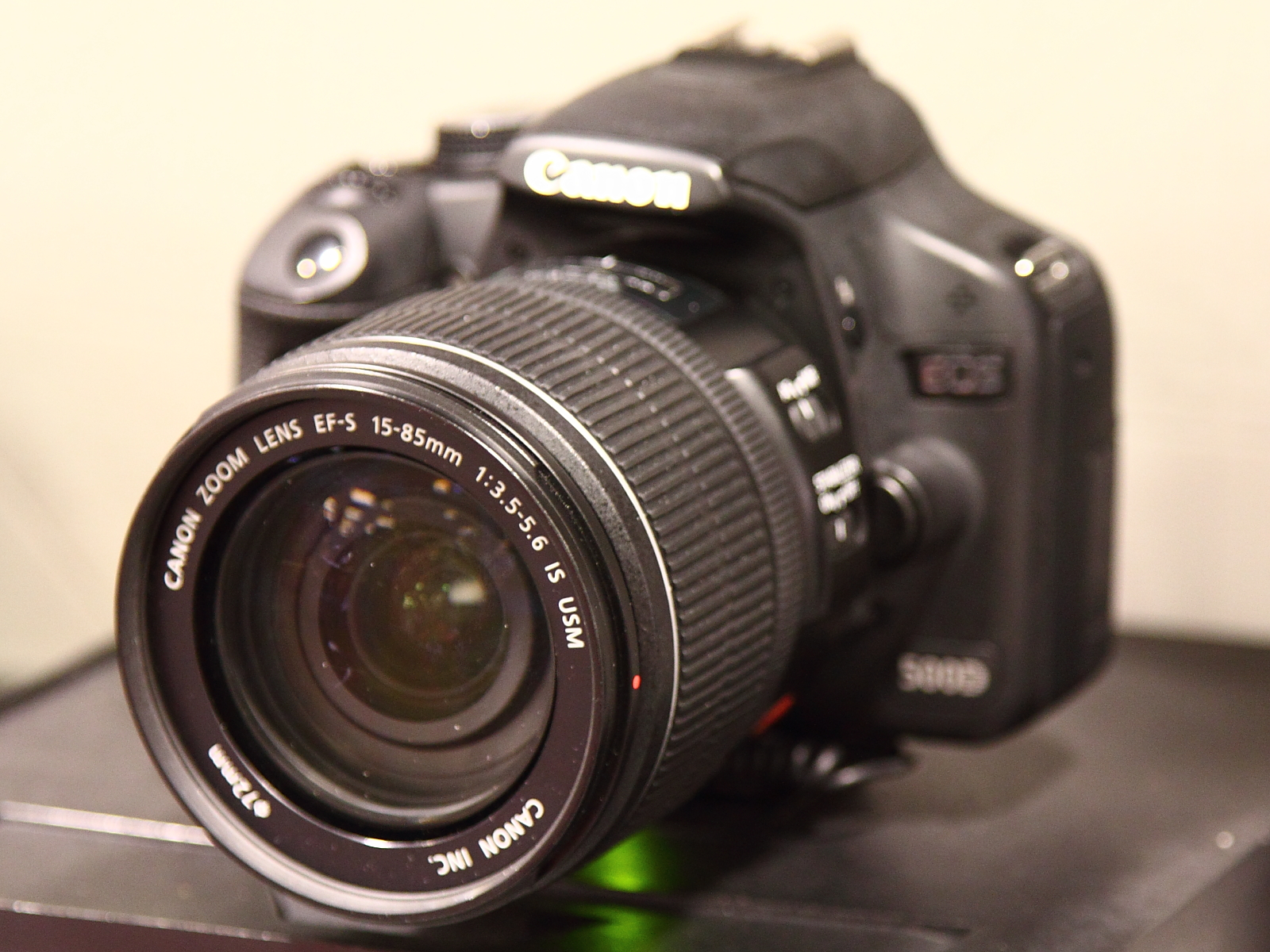
Объектив EF-S 15-85 мм с камерой Canon EOS 500D

Canon EF-S 15–85 мм f/3.5–5.6 IS USM стандартный вариообъектив (зум-объектив) семейства Canon EF-S, предназначенный для использования с цифровыми зеркальными фотоаппаратами серии Canon EOS с матрицей формата APS-C. 35-мм эквивалентное фокусное расстояние объектива составляет 24–136 мм (стандартное 1,6-кратное увеличение).
Объектив оснащён стабилизатором изображения (IS), который значительно снижает размытость изображения, вызванную сотрясением рук, и увеличивает время выдержки на четыре ступени, без ухудшения качества изображения.
Canon EF-S 15–85 мм появился как объектив, входящий в стандартный комплект с камерой Canon EOS 7D.